# Fair Lady (Schiff)
Das Motorschiff Fair Lady ist ein deutsches Fahrgastschiff der Reederei Cassen Eils.

## Geschichte
Das Schiff wurde 1970 auf der Mützelfeldtwerft in Cuxhaven für die Reederei Cassen Eils gebaut. Die Kiellegung fand am 6. Mai 1969, der Stapellauf am 6. März 1970 statt. Die Fertigstellung erfolgte im Mai 1970.
Nach seiner Fertigstellung war das Schiff ab dem 9. Mai 1970 einige Jahre im Helgolandverkehr eingesetzt. Danach war es für „Butterfahrten“ zwischen Kiel und Marstal auf der dänischen Insel Ærø sowie zwischen Eckernförde und Sønderborg im Einsatz.
Nach Ende der „Butterfahrten“ im Jahr 1999 wurde das Schiff im April 2000 an die Insel- und Halligreederei Sven Paulsen verchartert, die es bis zum 30. April 2004 als Adler Baltica zwischen Zinnowitz und dem polnischen Swinemünde einsetzte. Um 2005 wurde das Schiff an die Insel- und Halligreederei Sven Paulsen verkauft.
Zwischen Juli 2005 und Dezember 2010 fuhr das Schiff unter dem Namen Lady Assa unter polnischer Flagge in Charter für Żegluga Gdańska zwischen Kołobrzeg (Kolberg), Darłowo (Rügenwalde), Ustka (Stolpmünde) in Polen und Nexø auf der dänischen Insel Bornholm.
Im Januar 2011 erfolgte der Rückkauf durch die Reederei Cassen Eils, die das Schiff wieder im Helgolandverkehr einsetzte. Ab dem 20. Mai 2011 verkehrte das Schiff von Bremerhaven nach Helgoland. Es bediente diese Route von Anfang Mai bis Ende September regelmäßig. Ab 2016 wurden zu bestimmten Terminen Fahrten von Hooksiel nach Helgoland mit der Fair Lady durchgeführt.
In den Jahren 2020 bis 2022 verkehrte das Schiff nicht von Bremerhaven aus nach Helgoland. Die Fahrten waren zunächst wegen der Corona-19-Pandemie ausgesetzt und wurden 2022 wegen hoher Treibstoffpreise nicht wieder aufgenommen. Im Oktober 2020 wurde das Schiff vorübergehend von der AG Ems zwischen Emden und Borkum eingesetzt, um der Nachfrage gerecht zu werden, nachdem die Münsterland zur Vorbereitung auf die Umrüstung auf Flüssiggasantrieb aus der Fahrt genommen worden war.
In der Saison 2023 wurde das Schiff durch den Katamaran Nordlicht ersetzt, mit dem montags und dienstags Fahrten von Bremerhaven nach Helgoland durchgeführt wurden. Die Fair Lady vertrat in dieser Saison ihr Schwesterschiff auf der Büsum-Route. 
Ende September/Anfang Oktober 2024 führte das Schiff einzelne Fahrten ab Wilhelmshaven (geplant war anfangs auch Hooksiel) nach Helgoland durch. Es übernahm hiermit die Funktion der vorzeitig veräußerten Adler Jet. Das ursprünglich vorgesehene Ersatzschiff, Adler Cat, wurde aufgrund technischer Probleme nicht eingesetzt.
In der im April 2025 begonnenen Helgolandsaison sollte die Fair Lady freitags, samstags und sonntags in der Regel wieder für die Reederei Cassen Eils von Bremerhaven und an den anderen Tagen im Wechsel für die Reederei Adler & Eils von Wilhelmshaven oder Hooksiel, für die Reederei Cassen Eils von Langeoog und für die Reederei Norden-Frisia von Norddeich nach Helgoland verkehren. Wegen eines technischen Defekts wurde das Schiff bereits im Mai wieder aus der Fahrt genommen.

## Technische Daten
Angetrieben wird das Schiff von zwei 16-Zylinder-Viertakt-Dieselmotoren der Motoren-Werke Mannheim mit einer Leistung von je 1103 kW, die über Untersetzungsgetriebe auf zwei Festpropeller wirken. Für die Stromerzeugung stehen mehrere Dieselgeneratorsätze zur Verfügung.

## Schwesterschiffe
Die Fair Lady ist ein Schwesterschiff der Funny Girl und der Kloar Kimming (ex. Westerland). Dabei ist nach Angaben der Reederei Cassen Eils die Fair Lady das schnellste der drei Schwesterschiffe.